# La Nation
La Nation (ang. The Nation) to gmina w Kanadzie, w prowincji Ontario, w hrabstwie Prescott i Russell.
Powierzchnia La Nation to 657,32 km².
Według danych spisu powszechnego z roku 2001 La Nation liczy 10 599 mieszkańców (16,12 os./km²).